# 5057 Weeks
Az 5057 Weeks (ideiglenes jelöléssel (5057) 1987 DC6) a Naprendszer kisbolygóövében található aszteroida. Henri Debehogne fedezte fel 1987. február 22-én.